# Northern soul
El Northern Soul es una corriente musical y de baile que surgió en el Reino Unido, inicialmente en el norte de Inglaterra, a finales de la década de los sesenta. El Northern Soul principalmente consiste en el particular sonido soul negro con ritmo pronunciado y tempo alto de mediados de los años sesenta de la Tamla Motown. El movimiento Northern Soul, sin embargo, evita relacionarse con el éxito masivo de la música de la Motown o la influenciada por esta. Los discos más preciados por los entusiastas del género suelen ser los de artistas menos conocidos y que fueron editados originalmente en un número limitado de copias, generalmente por pequeños sellos locales de Estados Unidos tales como Ric-Tic y Golden World (ambas de Detroit), Mirwood (de Los Ángeles, California) o Shout y Okeh Records.
El Northern Soul también ha sido asociado con modas y estilos de baile propios de la escena emergente rhythm & soul de finales de los años sesenta, en salas como Twisted Wheel en Mánchester. Esta escena (y la moda y bailes asociados a ella) rápidamente se esparcieron a otras salas y clubs nocturnos del resto del Reino Unido como el Catacombs en Wolverhampton, el Highland Rooms en Blackpool Mecca, Golden Torch en Stoke-on-Trent y Wigan Casino. Como el ritmo preferido por la gente cada vez tenía un tempo más elevado y era más frenético a comienzos de los años 1970 los bailes comenzaron a ser más atléticos, mezclando otros estilos de baile derivados de la música disco y el break dance, incluyendo vueltas, giros, patadas de karate y piruetas. Los pasos de baile fueron comúnmente inspirados por las actuaciones de artistas norteamericanos de soul como Little Anthony & the Imperials y Jackie Wilson.
Actualmente y tras la desaparición de muchos clubs que dieron origen a estas sesiones musicales, el término ha pasado a etiquetar a los temas Soul de los 60 que pueden considerarse como raros, oldies (antiguos) e incluso "Floorstompers" (que podríamos traducir como "rompe pistas -de baile-"). También se le incluyen otros ritmos de la música negra afroamericana como variantes del Reggae tipo Rocksteady y aquellos singles que le ofrecían compañías musicales como BlueBeat con una gran importación de música jamaicana; variantes que si bien le aportan una característica diferenciadora no suponen una ruptura con la tradición Soul.
Los jóvenes adscritos al movimiento cultural mod en países como España en los últimos años están prestando especial atención a gran parte de la música que se escuchaba en este movimiento, pese a que en otros países como Inglaterra la escena mod y la escena Northern Soul son dos escenas muy diferenciadas.

## Historia
El nombre de northern soul surgió de la tienda de discos Soul City de Covent Garden, en Londres, la cual pertenecía al periodista Dave Godin. Fue usado por primera vez públicamente en la columna semanal que tenía Godin en la revista Blues and Soul en junio de 1970. En una entrevista en el año 2002 con Chris Hunt de la revista Mojo, Godin contó que él fue quien comenzó a utilizar el término en 1968, para ayudar a los empleados de Soul City a diferenciar entre los sonidos más funks y modernos de los menos recientes e influenciados por la Motown:

Comencé a notar que los hinchas de fútbol del norte de Inglaterra cuando venían a Londres a ver a sus equipos venían a la tienda a comprar discos, pero no estaban interesados en las novedades de las listas americanas de música negra. Comencé a usar el termino para acortar la forma de referirme a ese tipo de música a la hora de vender, era como decir 'si tienes clientes del norte, no pierdas tu tiempo enseñándoles discos que están ahora mismo en las listas de éxitos, simplemente ponles lo que les gusta... 'Northern Soul'.